# Diaspis barrancorum
Diaspis barrancorum är en insektsart som beskrevs av Karl Hermann Leonhard Lindinger 1911. Diaspis barrancorum ingår i släktet Diaspis och familjen pansarsköldlöss. Inga underarter finns listade i Catalogue of Life.